# 畢業後醫學教育
畢業後醫學教育（Graduate Medical Education）簡稱GME，在美國是指獲得醫學士（M.D.）或骨科医学博士（D.O.）學位後的正式醫學教育，一般是由醫院贊助的教育，或是以醫院為基礎的教育。教育內容包括實習期、住院醫師、分科以及專科住院醫師（fellowship program），最後目標是所在州行醫執照（state licensure）以及專科執照（board certification）。
畢業後醫學教育也是continuum of medical education的一部份，這是在訓練取得M.D.學位校院醫學教育之後的教育，而畢業後醫學教育之後的是醫師繼續教育（CME）。